# Johann von Venningen (Vitztum)

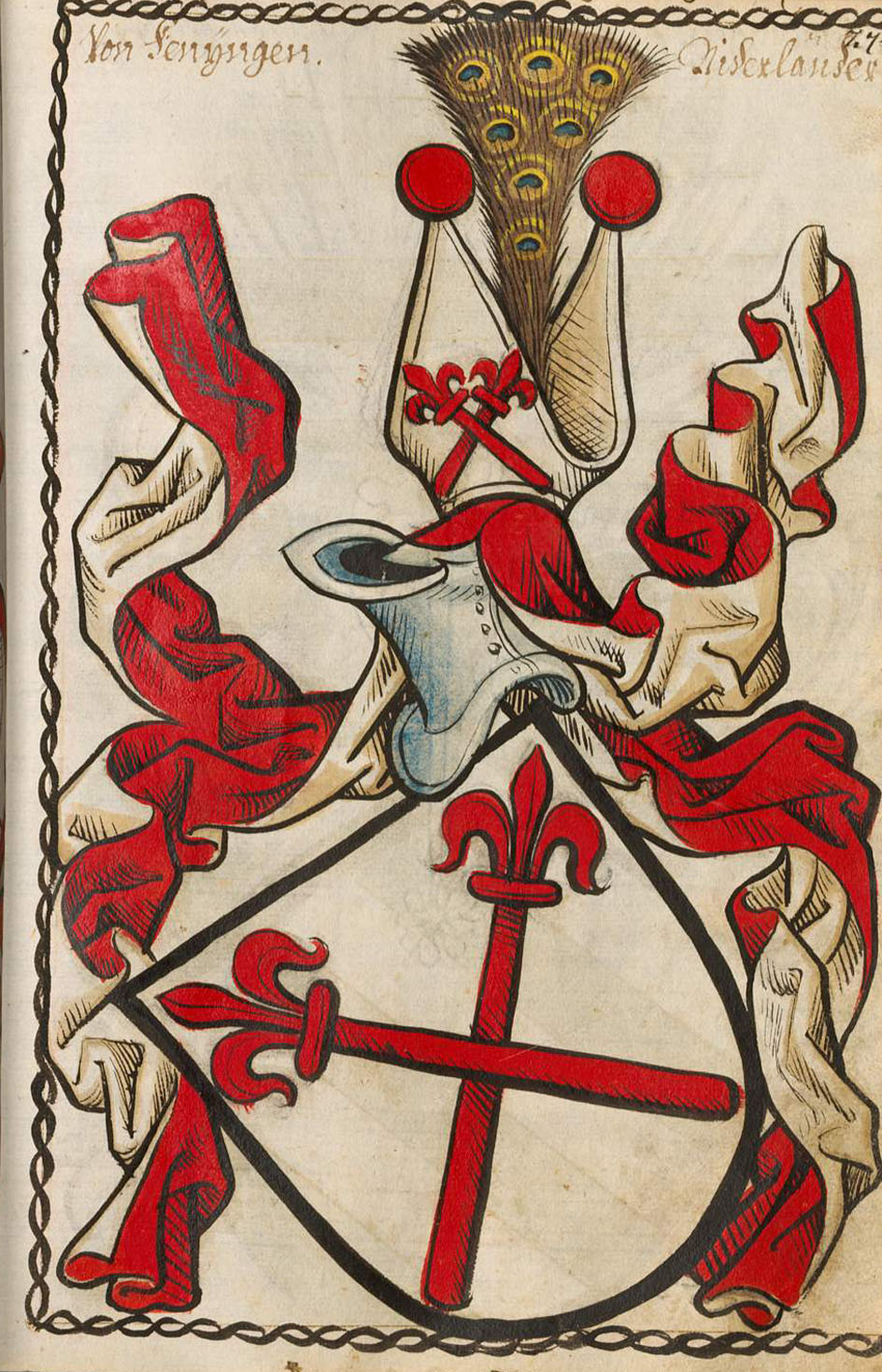
Wappen der Herren von Venningen im Scheiblerschen Wappenbuch (15. Jahrhundert)

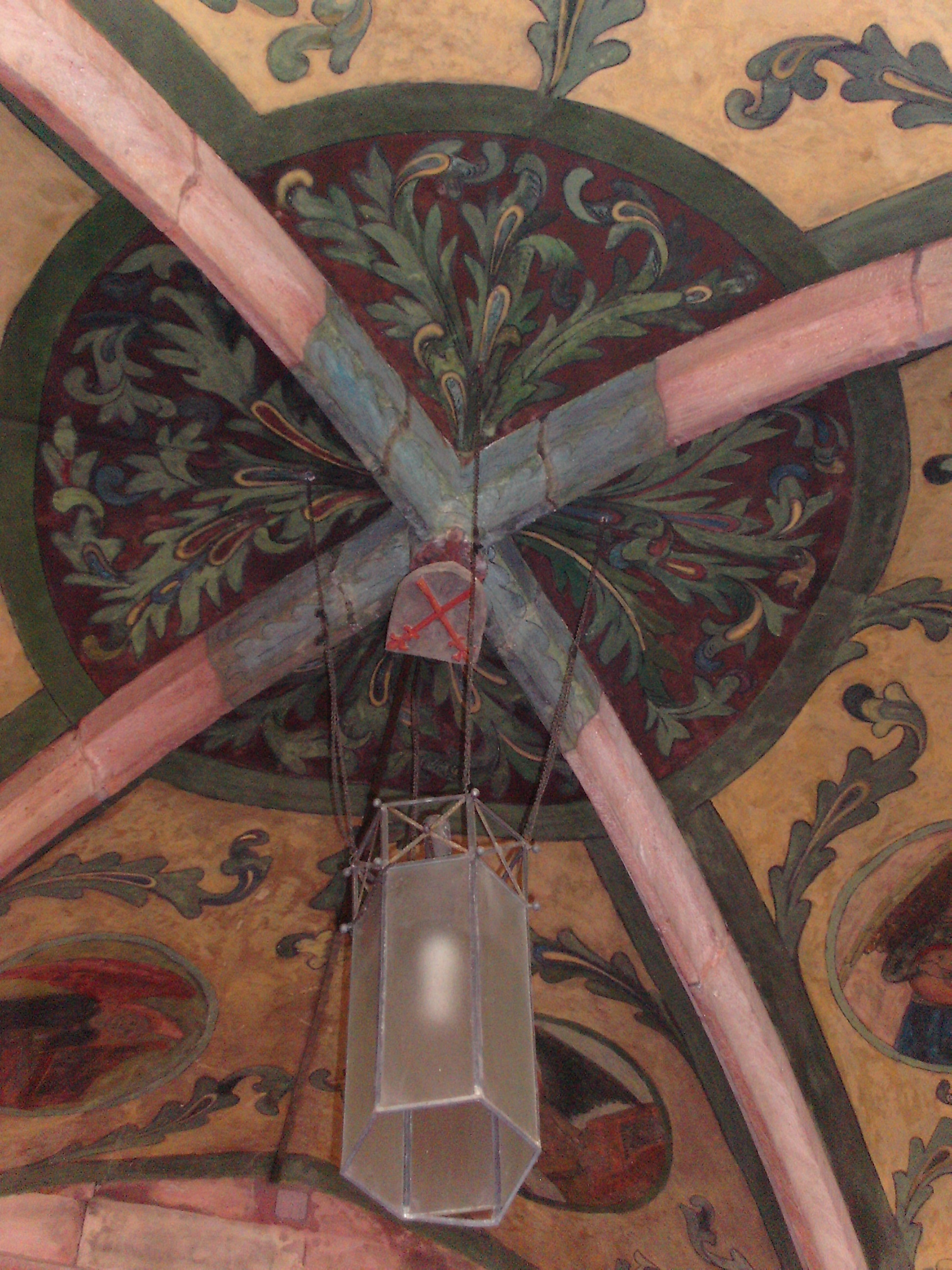
Vorhalle der Stiftskirche in Neustadt an der Weinstraße; Gewölbe-Schlussstein mit dem Wappen der Herren von Venningen

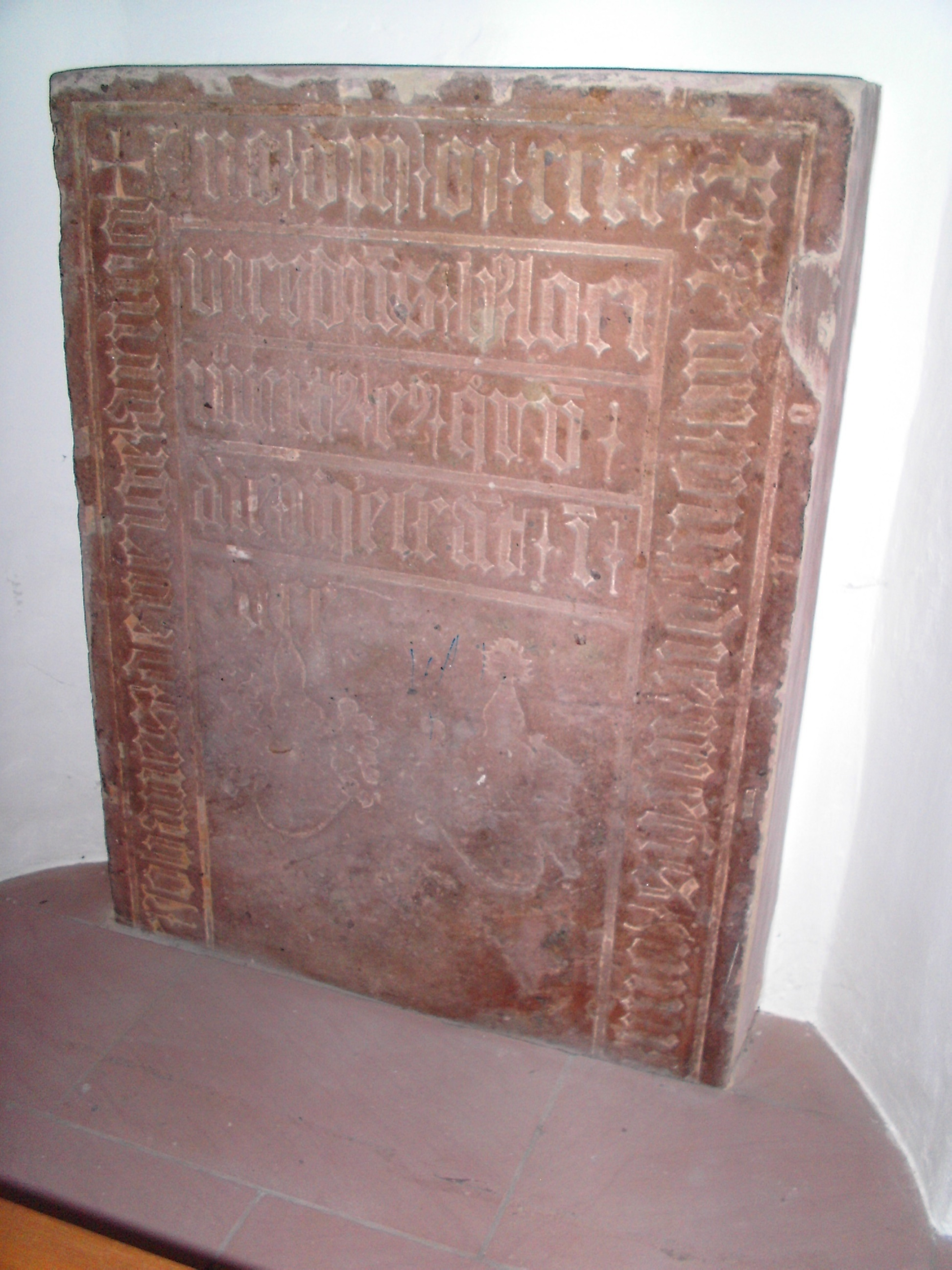
Grabstein Hans von Venningen und Gattin, Stiftskirche Neustadt

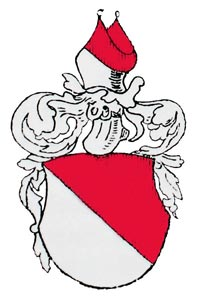
Wappen der Ehefrau Adelheid von Frauenberg

Johann von Venningen oft auch Hans von Venningen († 1444) war ein Reichsritter der rechten Neidensteiner Linie der Herren von Venningen und Vitztum der Kurpfalz in Neustadt an der Weinstraße.

## Familie
Johann von Venningen war der Sohn von Johann dem Jüngeren (auch Johann der Einäugige genannt), kurpfälzischer Faut auf dem Steinsberg, dem Bruder des Heidelberger Fauts Johann dem Älteren. Seine Mutter hieß Guta von Mauer, genannt von Angeloch und seine Brüder waren: Eberhard († ca. 1489), Siegfried, der Abt in Sinsheim wurde, Conrad († vor 1472), Dieter († 1446) und Ludwig, Stiftsherr in Wimpfen. Johann von Venningen (Vitztum) war verheiratet mit Adelheid von Frauenberg, Tochter des Johannes von Frauenberg und der Gutta von Remchingen. Aus ihrer Ehe gingen mindestens vier Kinder hervor: Eucharius († 1505), Johann († 1468), Anna und Elisabeth (verheiratete Heusenstamm).

## Leben
Johann von Venningen war spätestens ab 1422 Faut auf dem Steinsberg. Ab August 1433 finden sich Urkunden von ihm als kurpfälzischer Vitztum in Neustadtuer, wobei er 1440, im Seelbuch der Neustadter Stiftskirche als „der alt Vitzdum“ erscheint und offenbar nicht mehr amtierte. Der Neustadter Lokalhistoriker Alban Haas setzt Beginn seines Wirkens als Vitztum schon im Jahr 1422 an. Dieses Amt war vergleichbar mit dem eines Oberamtmannes. Zu seinem Aufgabenbereich gehörte die Rechtsprechung im Landgericht des Speyergaus. Die Pfalzgrafen in Heidelberg übten die Vogtei über das Hochstift Speyer aus und hatten dafür Anfang des 13. Jahrhunderts folgende Orte zu Lehen bekommen: Neustadt mit den Burgen Winzingen und Wolfsburg, Gimmeldingen und Mußbach. Deshalb saß seit 1261 ein kurpfälzischer Vogt in Neustadt, der seit 1349 auch für die Landvogtei im Speyergau zuständig war. Der Viztum war gleichzeitig einer der Räte des Kurfürsten, der auch Streitigkeiten zwischen den verschiedenen Herrschaften schlichtete. Die Neustadter Vitztumsfamilie Venningen war so wohlhabend, dass sie hohe Geldsummen an das kurpfälzische Herrscherhaus verlieh, wie sich aus einer die Mitgift der Tochter Elisabeth betreffenden Urkunde ergibt.
Im Jahr 1440 dotierte er als „der alt Vitzdum“ am Liebfrauenstift in Neustadt, um 100 Gulden, ein Jahrgedächtnis für ihn und seine schon verstorbene Frau, für ihre beiden bereits verstorbenen Kinder (nicht näher genannt), sowie für seine und seiner Frau Eltern (ebenfalls ohne Namensnennung). Dabei verfügt er, dass an diesem Tag auf ihrem Grab morgens und abends „ein swartze siden duch“ ausgebreitet werde, die Stiftsherren nach der Seelenmesse und zur Vesperzeit „uber das Grab gene“ mögen und man zu dieser Messe „mit allen Glocken zusammen luden“ solle. 1443 stiftete er verschiedene Gefälle, für ein ähnliches Jahrgedächtnis in der Pfarrkirche seines Stammsitzes zu Neidenstein.
Johann von Venningen und seine Gattin wurden in der Stiftskirche von Neustadt bestattet. Ihr Grabstein, auf dem der 8. Mai 1434 als Todesdatum der Ehefrau angegeben ist, befindet sich heute im katholischen Chor, an der Südseite der hinteren Trennmauer zum protestantischen Kirchenschiff, was jedoch nicht der Originalstandort ist.
Johann von Venningen († 1432), sein gleichnamiger Vetter, war kurpfälzischer Hofmeister in Heidelberg und ein enger Vertrauter des Kurfürsten.

## Nachkommen
Des Vitztums gleichnamiger Sohn Johann von Venningen wurde 1446 von König Friedrich III. mit der Burg Neidenstein belehnt.
Seine Tochter Elisabeth heiratete Ritter Eberhard von Heusenstamm, später Schultheiß von Frankfurt am Main. Sie waren die Großeltern des in der Reformationszeit sehr bedeutenden Mainzer Erzbischofs Sebastian von Heusenstamm (1508–1555).
Bei ihrer Heirat erhielt Elisabeth von Venningen als Gegenwert für die eingebrachte Aussteuer, eine Morgengabe von 2480 Gulden aus den Erträgen von Burg und Dorf Heusenstamm, sowie dem Zehnten von Gräfenhausen (Hessen). Die entsprechende Urkunde trägt das Datum vom 17. September 1449. Darin heißt die Braut „Else von Vennyngen, Hansen seligen dochter von Venningen, zu zeyten vitzdum zur Nuenstadt gewest ist“ und ihre Mitgift stammt aus einem Anteil der „fünftusend und zweihundert Gulden die myn gnediger her der pfalzgrave selige und sin erben minem sweher und sin erben schuldig gewest sind“. Außerdem erhielt sie einen „fierteil an allen gutern, die myn sweher selige zu Fraweberg, Fuerbach, Spechbach, Ossenbach und Weibstadt… verlassen und gehabt hat.“
Ihre Söhne Martin (erzbischöflicher Vitztum von Mainz bzw. Schultheiß von Frankfurt) und Eberhardt von Heusenstamm verkauften 1481, zusammen mit ihrem Onkel Eucharius von Venningen (Sohn des Neustadter Vitztums), ihre hieraus ererbten, gemeinsamen Anteile an der ganerblichen Burg Frauenberg, dem Dorfe Feuerbach und dem Weiler Botnang, an Graf Eberhardt von Württemberg, der mütterlicherseits wiederum von den Pfälzer Wittelsbachern abstammte. Jenen Besitz nahe Stuttgart hatte der Neustadter Vitztum Johann von Venningen durch seine Frau Adelheid von Frauenberg besessen und ihn später an seine Nachkommen vererbt, wie sich aus der Urkunde von 1449 ergibt.